# Tortella knightii
Tortella knightii är en bladmossart som beskrevs av Brotherus 1902. Tortella knightii ingår i släktet kalkmossor, och familjen Pottiaceae. Inga underarter finns listade i Catalogue of Life.